# Piłka Gigliego

Piłka Gigliego

Piłka Gigliego – narzędzie chirurgiczne, stosowane w ortopedii, chirurgii, kardiochirurgii i neurochirurgii do przecinania kości. Wymyślona i wprowadzona do medycyny przez włoskiego położnika Leonardo Gigliego, pierwotnie służyła do przecinania spojenia łonowego (pubektomii) podczas porodu w przypadku deformacji miednicy (operacja Gigli). 
W 1894, zgodnie z sugestią profesora Obalińskiego, Gigli przetestował zmodyfikowany typ piły z prowadnicą fiszbinową do przeprowadzenie kraniotomii. W 1897 Obaliński zastosował ją jako pierwszy do chirurgicznego otwarcia czaszki. Chociaż niegdyś słynna operacja Gigli ma dziś jedynie znaczenie historyczne, korzystne cechy jego piły drucianej sprawiają, że była bezpiecznym i wydajnym narzędziem w rękach dwudziestowiecznych neurochirurgów, oraz ortopedów i kardiochirurgów na całym świecie. Jeszcze obecnie w awaryjnych, czy polowych warunkach spełnia swoje zadanie, ale z szerokiego użycia wyparły ją piły oscylacyjne.